# Natação no Campeonato Europeu de Esportes Aquáticos de 2014 - 200 m medley feminino
A prova dos 200 metros medley feminino da natação no Campeonato Europeu de Esportes Aquáticos de 2014 ocorreu nos dias 20 e 21 de agosto em Berlim, na Alemanha. 

## Calendário
| Fase          | Data         | Hora  |
| ------------- | ------------ | ----- |
| Eliminatórias | 20 de agosto | 09:51 |
| Semifinal     | 20 de agosto | 18:37 |
| Final         | 21 de agosto | 18:18 |

Todos os horários estão no horário local (UTC+1)

## Recordes
Antes desta competição, os recordes eram os seguintes:
| Recorde mundial       | Ariana Kukors  | 2:06.15 | Roma      | 27 de julho de 2009  |
| Recorde europeu       | Katinka Hosszú | 2:07.46 | Roma      | 27 de julho de 2009  |
| Recorde do campeonato | Katinka Hosszú | 2:10.09 | Budapeste | 12 de agosto de 2010 |

Os seguintes novos recordes foram estabelecidos durante esta competição. 
| Data         | Prova     | Nadadora       | Nacionalidade | Tempo   | Recordes              |
| ------------ | --------- | -------------- | ------------- | ------- | --------------------- |
| 20 de agosto | Semifinal | Katinka Hosszú | Hungria       | 2:08.41 | Recorde do campeonato |
| 21 de agosto | Final     | Katinka Hosszú | Hungria       | 2:08.11 | Recorde do campeonato |

## Medalhistas
| Ouro                 | Prata                | Bronze            |
| Katinka Hosszú (HUN) | Aimee Willmott (GBR) | Lisa Zaiser (AUT) |

## Resultados

### Eliminatórias
Esses foram os resultados das eliminatórias. 
| Pos. | Bateria | Raia | Nadadora              | Nacionalidade | Tempo   | Notas |
| ---- | ------- | ---- | --------------------- | ------------- | ------- | ----- |
| 1    | 4       | 4    | Katinka Hosszú        | Hungria       | 2:11.06 | Q     |
| 2    | 3       | 5    | Lisa Zaiser           | Áustria       | 2:13.18 | Q     |
| 3    | 2       | 4    | Aimee Willmott        | Reino Unido   | 2:13.28 | Q     |
| 4    | 3       | 4    | Mireia Belmonte       | Espanha       | 2:13.50 | Q     |
| 5    | 2       | 2    | Barbora Závadová      | Chéquia       | 2:13.90 | Q     |
| 6    | 4       | 5    | Evelyn Verrasztó      | Hungria       | 2:14.03 | Q     |
| 7    | 2       | 5    | Viktoriya Andreeva    | Rússia        | 2:14.09 | Q     |
| 8    | 4       | 3    | Beatriz Gómez Cortés  | Espanha       | 2:14.16 | Q     |
| 9    | 3       | 6    | Wendy van der Zanden  | Países Baixos | 2:14.61 | Q     |
| 10   | 3       | 3    | Stina Gardell         | Suécia        | 2:14.62 | Q     |
| 11   | 2       | 6    | Louise Hansson        | Suécia        | 2:14.86 | Q     |
| 12   | 2       | 3    | Stefania Pirozzi      | Itália        | 2:15.26 | Q     |
| 13   | 4       | 2    | Sycerika McMahon      | Irlanda       | 2:15.46 | Q     |
| 14   | 3       | 1    | Victoria Malyutina    | Rússia        | 2:15.85 | Q     |
| 15   | 3       | 2    | Yana Martynova        | Rússia        | 2:15.90 |       |
| 16   | 2       | 7    | Amit Ivry             | Israel        | 2:15.94 | Q     |
| 17   | 4       | 6    | Catalina Corró        | Espanha       | 2:16.06 |       |
| 18   | 3       | 8    | Victoria Kaminskaya   | Portugal      | 2:16.07 | Q     |
| 19   | 4       | 7    | Réka György           | Hungria       | 2:16.22 |       |
| 20   | 3       | 7    | Lara Grangeon         | França        | 2:16.68 |       |
| 21   | 4       | 1    | Fantine Lesaffre      | França        | 2:17.15 |       |
| 22   | 2       | 8    | Gizem Bozkurt         | Turquia       | 2:17.81 |       |
| 23   | 4       | 0    | Noora Laukkanen       | Finlândia     | 2:17.90 |       |
| 24   | 1       | 5    | Lisa Stamm            | Suíça         | 2:18.43 |       |
| 25   | 2       | 0    | Alyona Kyselyova      | Ucrânia       | 2:18.65 |       |
| 26   | 4       | 8    | Tanja Kylliaeinen     | Finlândia     | 2:19.21 |       |
| 27   | 2       | 1    | Alessia Polieri       | Itália        | 2:20.01 |       |
| 28   | 4       | 9    | Annick van Westendorp | Suíça         | 2:21.58 |       |
| 29   | 3       | 0    | Ana Radič             | Croácia       | 2:21.73 |       |
| 30   | 1       | 3    | Hilla Kortetjaervi    | Finlândia     | 2:22.78 |       |
| 31   | 1       | 4    | Andrea Podmaníková    | Eslováquia    | 2:24.87 |       |

### Semifinal
Esses foram os resultados das semifinais. 
Semifinal 1
| Pos. | Raia | Nadadora             | Nacionalidade | Tempo   | Notas |
| ---- | ---- | -------------------- | ------------- | ------- | ----- |
| 1    | 5    | Mireia Belmonte      | Espanha       | 2:11.13 | Q     |
| 2    | 3    | Evelyn Verrasztó     | Hungria       | 2:12.60 | Q     |
| 3    | 4    | Lisa Zaiser          | Áustria       | 2:13.14 | Q     |
| 4    | 2    | Stina Gardell        | Suécia        | 2:13.68 | Q     |
| 5    | 7    | Stefania Pirozzi     | Itália        | 2:14.22 |       |
| 6    | 6    | Beatriz Gómez Cortés | Espanha       | 2:14.43 |       |
| 7    | 1    | Victoria Malyutina   | Rússia        | 2:15.69 |       |
| 8    | 8    | Victoria Kaminskaya  | Portugal      | 2:15.77 |       |

Semifinal 2
| Pos. | Raia | Nadadora             | Nacionalidade | Tempo   | Notas |
| ---- | ---- | -------------------- | ------------- | ------- | ----- |
| 1    | 4    | Katinka Hosszú       | Hungria       | 2:08.41 | Q,    |
| 2    | 5    | Aimee Willmott       | Reino Unido   | 2:12.39 | Q     |
| 3    | 2    | Wendy van der Zanden | Países Baixos | 2:13.25 | Q     |
| 4    | 3    | Barbora Závadová     | Chéquia       | 2:13.39 | Q     |
| 5    | 6    | Viktoriya Andreeva   | Rússia        | 2:13.97 |       |
| 6    | 7    | Louise Hansson       | Suécia        | 2:14.11 |       |
| 7    | 1    | Sycerika McMahon     | Irlanda       | 2:14.42 |       |
| 8    | 8    | Amit Ivry            | Israel        | 2:14.75 |       |

### Final
Esse foi o resultado da final. 
| Pos.              | Raia | Nadadora             | Nacionalidade | Tempo   | Notas                 |
| ----------------- | ---- | -------------------- | ------------- | ------- | --------------------- |
| Medalha de ouro   | 4    | Katinka Hosszú       | Hungria       | 2:08.11 | Recorde do campeonato |
| Medalha de prata  | 3    | Aimee Willmott       | Reino Unido   | 2:11.44 |                       |
| Medalha de bronze | 2    | Lisa Zaiser          | Áustria       | 2:12.17 |                       |
| 4                 | 6    | Evelyn Verrasztó     | Hungria       | 2:12.95 |                       |
| 5                 | 1    | Barbora Závadová     | Chéquia       | 2:13.24 |                       |
| 6                 | 8    | Stina Gardell        | Suécia        | 2:13.25 |                       |
| 7                 | 7    | Wendy van der Zanden | Países Baixos | 2:13.76 |                       |
| 8                 | 5    | Mireia Belmonte      | Espanha       | 2:18.46 |                       |

Legenda
| Recorde mundial       | Recorde mundial (World record)               |                       | Recorde africano                      | Recorde africano (African) |                                           | Q | Classificado por posição (Qualified) |
| Recorde do campeonato | Recorde do campeonato (Championship record)  | Recorde da América    | Recorde da América (Americas)         | q                          | Classificado por melhor tempo (Qualified) |   |                                      |
| Melhor marca do ano   | Melhor marca do ano (World leading)          | Recorde asiático      | Recorde asiático (Asian)              | DNS                        | Não largou (Did not start)                |   |                                      |
| Recorde nacional      | Recorde nacional (National record)           | Recorde europeu       | Recorde europeu (European)            | DNF                        | Não terminou (Did not finish)             |   |                                      |
| Recorde pessoal       | Recorde pessoal do atleta (Personal best)    | Recorde da Oceania    | Recorde da Oceania (Oceania)          | DSQ / DQ                   | Desclassificado (Disqualified)            |   |                                      |
| Recorde da temporada  | Recorde da temporada do atleta (Season best) | Recorde sul-americano | Recorde sul-americano (South America) | NM                         | Sem marca (No mark)                       |   |                                      |